# Pooredoce garyi
Pooredoce garyi là một loài chân đều trong họ Sphaeromatidae. Loài này được Bruce miêu tả khoa học năm 2009.